# Billie Jean King Cup 2020-2021 Zona Asia/Oceania Gruppo II - Pool B (Wellington)
Il Pool B (Wellignton) della Zona Asia/Oceania Gruppo II nella Billie Jean King Cup 2020-2021 è uno dei quattro pool (gironi) in cui è suddiviso il Gruppo II della zona Asia-Oceania.
|   | Pool B (Wellington) | Filippine (bandiera) | Thailandia (bandiera) | Guam (bandiera) | Turkmenistan (bandiera) |
| 1 | Filippine (3–0)     |                      | 2-1                   | 3–0             | 3-0                     |
| 2 | Thailandia (2–1)    | 1-2                  |                       | 3-0             | 3-0                     |
| 3 | Guam (1–2)          | 0–3                  | 0–3                   |                 | 3-0                     |
| 4 | Turkmenistan (0–3)  | 0–3                  | 0-3                   | 0–3             |                         |

## Primo giorno
| Thailandia 3 | Renouf Tennis Centre, Wellington, Nuova Zelanda 4 febbraio 2020 Cemento | Renouf Tennis Centre, Wellington, Nuova Zelanda 4 febbraio 2020 Cemento      | Turkmenistan 0 |     |   |  |
| \| \| \| \| 1 \| 2 \| 3 \| \| \| - \| \| ---------------------------------------------------------------------------- \| --- \| --- \| - \| \| \| 1 \| \| Anchisa Chanta Arzuv Klycheva \| 6 2 \| 6 1 \| \| \| \| 2 \| \| Chompoothip Jundakate Bahar Toymyradova \| 6 0 \| 6 1 \| \| \| \| 3 \| \| Tamachan Momkoonthod / Watsachol Sawatdee Rozhan Karajayeva / Arzuv Klycheva \| 6 1 \| 6 1 \| \| \| |                                                                         |                                                                              |                |     |   |  |
| |                                                                         |                                                                              | 1              | 2   | 3 |  |
| 1 | Thailandia (bandiera) · Turkmenistan (bandiera)                         | Anchisa Chanta Arzuv Klycheva                                                | 6 2            | 6 1 |   |  |
| 2 | Thailandia (bandiera) · Turkmenistan (bandiera)                         | Chompoothip Jundakate Bahar Toymyradova                                      | 6 0            | 6 1 |   |  |
| 3 | Thailandia (bandiera) · Turkmenistan (bandiera)                         | Tamachan Momkoonthod / Watsachol Sawatdee Rozhan Karajayeva / Arzuv Klycheva | 6 1            | 6 1 |   |  |

| Filippine 3 | Renouf Tennis Centre, Wellington, Nuova Zelanda 4 febbraio 2020 Cemento | Renouf Tennis Centre, Wellington, Nuova Zelanda 4 febbraio 2020 Cemento | Guam 0 |     |   |  |
| \| \| \| \| 1 \| 2 \| 3 \| \| \| - \| \| --------------------------------------------------------------------- \| --- \| --- \| - \| \| \| 1 \| \| Anna Clarice Patrimonio Katrina Lai \| 6 3 \| 6 2 \| \| \| \| 2 \| \| Marian Capadocia Nadine Del Carmen \| 6 0 \| 6 4 \| \| \| \| 3 \| \| Marian Capadocia / Shaira Hope Rivera Nadine Del Carmen / Katrina Lai \| 6 0 \| 6 1 \| \| \| |                                                                         |                                                                         |        |     |   |  |
| |                                                                         |                                                                         | 1      | 2   | 3 |  |
| 1 | Filippine (bandiera) · Guam (bandiera)                                  | Anna Clarice Patrimonio Katrina Lai                                     | 6 3    | 6 2 |   |  |
| 2 | Filippine (bandiera) · Guam (bandiera)                                  | Marian Capadocia Nadine Del Carmen                                      | 6 0    | 6 4 |   |  |
| 3 | Filippine (bandiera) · Guam (bandiera)                                  | Marian Capadocia / Shaira Hope Rivera Nadine Del Carmen / Katrina Lai   | 6 0    | 6 1 |   |  |

## Secondo giorno
| Turkmenistan 0 | Renouf Tennis Centre, Wellington, Nuova Zelanda 5 febbraio 2020 Cemento | Renouf Tennis Centre, Wellington, Nuova Zelanda 5 febbraio 2020 Cemento | Guam 3 |      |   |  |
| \| \| \| \| 1 \| 2 \| 3 \| \| \| - \| \| ------------------------------------------------------------------ \| --- \| ---- \| - \| \| \| 1 \| \| Arzuv Klycheva Katrina Lai \| 2 6 \| 1 6 \| \| \| \| 2 \| \| Bahar Toymyradova Nadine Del Carmen \| 3 6 \| 63 7 \| \| \| \| 3 \| \| Rozhan Karajayeva / Arzuv Klycheva Nadine Del Carmen / Katrina Lai \| 5 7 \| 0 6 \| \| \| |                                                                         |                                                                         |        |      |   |  |
| |                                                                         |                                                                         | 1      | 2    | 3 |  |
| 1 | Turkmenistan (bandiera) · Guam (bandiera)                               | Arzuv Klycheva Katrina Lai                                              | 2 6    | 1 6  |   |  |
| 2 | Turkmenistan (bandiera) · Guam (bandiera)                               | Bahar Toymyradova Nadine Del Carmen                                     | 3 6    | 63 7 |   |  |
| 3 | Turkmenistan (bandiera) · Guam (bandiera)                               | Rozhan Karajayeva / Arzuv Klycheva Nadine Del Carmen / Katrina Lai      | 5 7    | 0 6  |   |  |

## Terzo giorno
| Thailandia 1 | Renouf Tennis Centre, Wellington, Nuova Zelanda 6 febbraio 2020 Cemento | Renouf Tennis Centre, Wellington, Nuova Zelanda 6 febbraio 2020 Cemento        | Filippine 2 |     |      |  |
| \| \| \| \| 1 \| 2 \| 3 \| \| \| - \| \| ------------------------------------------------------------------------------ \| --- \| --- \| ---- \| \| \| 1 \| \| Anchisa Chanta Anna Clarice Patrimonio \| 6 1 \| 6 4 \| \| \| \| 2 \| \| Chompoothip Jundakate Marian Capadocia \| 3 6 \| 3 6 \| \| \| \| 3 \| \| Watsachol Sawatdee / Tamarine Tanasugarn Marian Capadocia / Shaira Hope Rivera \| 2 6 \| 6 4 \| 63 7 \| \| |                                                                         |                                                                                |             |     |      |  |
| |                                                                         |                                                                                | 1           | 2   | 3    |  |
| 1 | Thailandia (bandiera) · Filippine (bandiera)                            | Anchisa Chanta Anna Clarice Patrimonio                                         | 6 1         | 6 4 |      |  |
| 2 | Thailandia (bandiera) · Filippine (bandiera)                            | Chompoothip Jundakate Marian Capadocia                                         | 3 6         | 3 6 |      |  |
| 3 | Thailandia (bandiera) · Filippine (bandiera)                            | Watsachol Sawatdee / Tamarine Tanasugarn Marian Capadocia / Shaira Hope Rivera | 2 6         | 6 4 | 63 7 |  |

## Quarto giorno
| Thailandia 3 | Renouf Tennis Centre, Wellington, Nuova Zelanda 7 febbraio 2020 Cemento | Renouf Tennis Centre, Wellington, Nuova Zelanda 7 febbraio 2020 Cemento           | Guam 0 |     |   |  |
| \| \| \| \| 1 \| 2 \| 3 \| \| \| - \| \| --------------------------------------------------------------------------------- \| --- \| --- \| - \| \| \| 1 \| \| Tamachan Momkoonthod Katrina Lai \| 6 0 \| 6 0 \| \| \| \| 2 \| \| Watsachol Sawatdee Nadine Del Carmen \| 6 2 \| 6 3 \| \| \| \| 3 \| \| Tamachan Momkoonthod / Tamarine Tanasugarn Nadine Del Carmen / Charlayne Espinosa \| 6 0 \| 6 1 \| \| \| |                                                                         |                                                                                   |        |     |   |  |
| |                                                                         |                                                                                   | 1      | 2   | 3 |  |
| 1 | Thailandia (bandiera) · Guam (bandiera)                                 | Tamachan Momkoonthod Katrina Lai                                                  | 6 0    | 6 0 |   |  |
| 2 | Thailandia (bandiera) · Guam (bandiera)                                 | Watsachol Sawatdee Nadine Del Carmen                                              | 6 2    | 6 3 |   |  |
| 3 | Thailandia (bandiera) · Guam (bandiera)                                 | Tamachan Momkoonthod / Tamarine Tanasugarn Nadine Del Carmen / Charlayne Espinosa | 6 0    | 6 1 |   |  |

| Filippine 3 | Renouf Tennis Centre, Wellington, Nuova Zelanda 7 febbraio 2020 Cemento | Renouf Tennis Centre, Wellington, Nuova Zelanda 7 febbraio 2020 Cemento  | Turkmenistan 0 |     |   |  |
| \| \| \| \| 1 \| 2 \| 3 \| \| \| - \| \| ------------------------------------------------------------------------ \| --- \| --- \| - \| \| \| 1 \| \| Shaira Hope Rivera Rozhan Karajayeva \| 6 2 \| 6 0 \| \| \| \| 2 \| \| Anna Clarice Patrimonio Arzuv Klycheva \| 6 1 \| 6 2 \| \| \| \| 3 \| \| Marian Capadocia / Shaira Hope Rivera Arzuv Klycheva / Bahar Toymyradova \| 6 1 \| 6 2 \| \| \| |                                                                         |                                                                          |                |     |   |  |
| |                                                                         |                                                                          | 1              | 2   | 3 |  |
| 1 | Filippine (bandiera) · Turkmenistan (bandiera)                          | Shaira Hope Rivera Rozhan Karajayeva                                     | 6 2            | 6 0 |   |  |
| 2 | Filippine (bandiera) · Turkmenistan (bandiera)                          | Anna Clarice Patrimonio Arzuv Klycheva                                   | 6 1            | 6 2 |   |  |
| 3 | Filippine (bandiera) · Turkmenistan (bandiera)                          | Marian Capadocia / Shaira Hope Rivera Arzuv Klycheva / Bahar Toymyradova | 6 1            | 6 2 |   |  |